# 西貢河
西貢河（越南语：／）是越南南部的河流，全長225公里，源於柬埔寨的邊境，於湄公河三角洲東北20公里處流入南中國海。由於此河流經越南第一大城胡志明市，也是西貢港的主要水道，故此交通十分繁忙。為了舒緩日益繁忙的交通，西貢河隧道於2011年落成，為東南亞最大的跨河隧道，取代了渡輪並減輕河流的交通流量。